# Harpyia kalisi
Harpyia kalisi är en fjärilsart som beskrevs av Walter Karl Johann Roepke 1943. Harpyia kalisi ingår i släktet Harpyia och familjen tandspinnare. Inga underarter finns listade i Catalogue of Life.